# Rose Lomathinda Chibambo

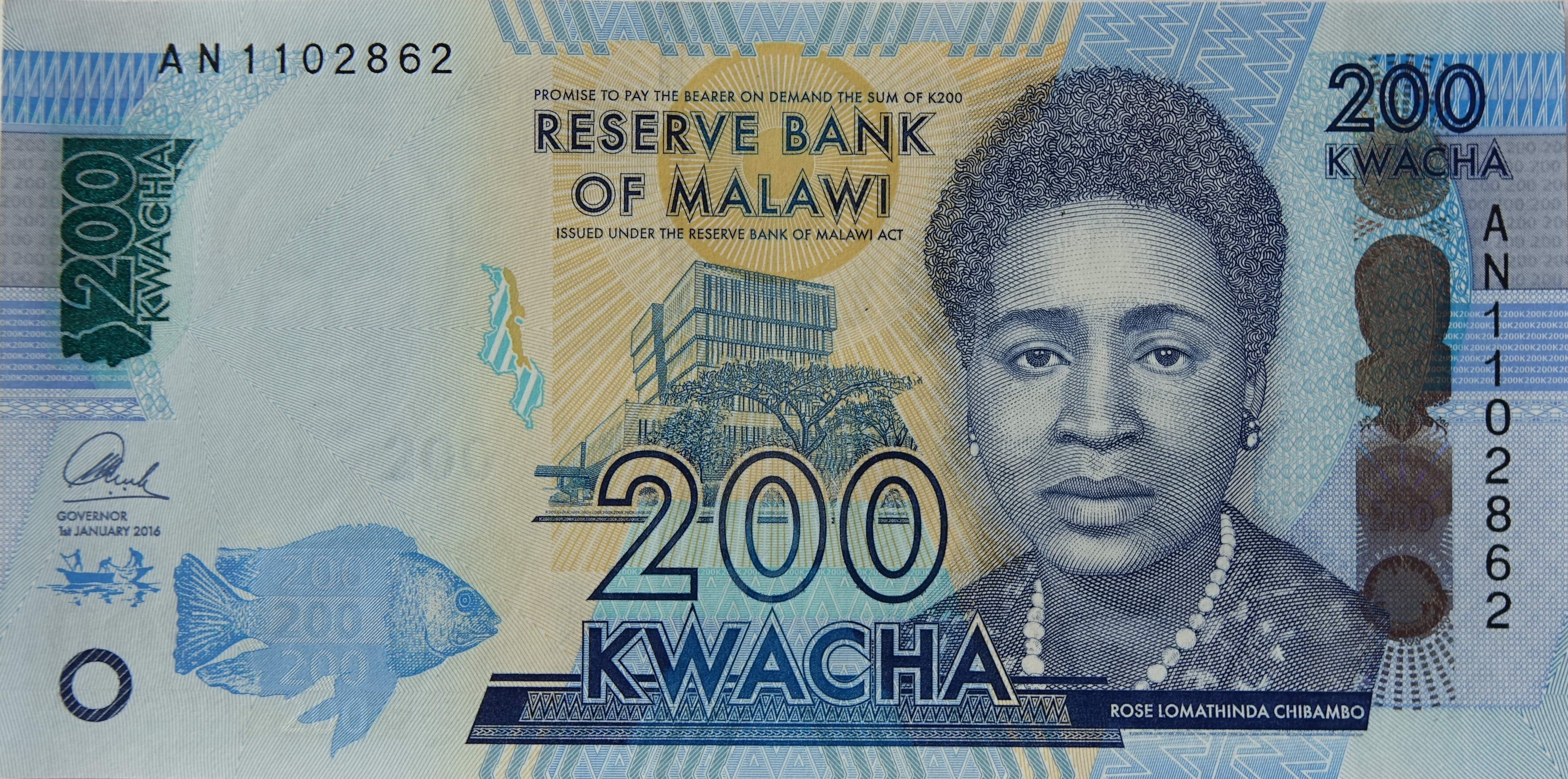
Porträt von Rose Lomathinda Chibambo auf dem 200-Kwacha-Geldschein

Rose Lomathinda Chibambo (geb. 8. September 1928 in Kafukule Mzimba-District; gest. 12. Januar 2016 in Blantyre) war eine prominente Politikerin in der Zeit des Übergangs des britischen Protektorats Nyassaland in den unabhängigen Staat Malawi im Jahr 1964. In dieser Zeit war sie kurzfristig die erste malawische Frau in einem Ministeramt, kam dann aber in Konflikt mit dem zunehmend diktatorisch herrschenden Präsidenten Hastings Banda und kehrte erst nach über 30 Jahren im Exil in ihre Heimat zurück.

## Biographie
Rose Lomathinda Chibambo (Mädchenname Ziba) kam 1928 in Kafukule im Mzimba-Distrikt als Tochter einer Tumbuka-Familie zur Welt, als Nyassaland noch ein Protektorat unter britischer Kolonialherrschaft war. 1947 heiratete sie Edwin Chibambo, der früher als Lehrer, damals aber als Beamter tätig war. Er war der Sohn von Reverend Yesaya Chibambo, einem der ersten Afrikaner, der im Protektorat als Priester der anglikanischen Kirche ordiniert wurde. 1948 wurde Edwin ins Public Works department nach Zomba versetzt. Sie erwarb ihren Sekundarabschluss im gleichen Jahr in der Abendschule in Zomba, als sie ihr erstes Kind erwartete. Zwischen 1951 und 1961 kamen fünf weitere Kinder zur Welt.

### Nyasaland African Congress
1952 kam Rose Chibambo mit dem Njasaland African Congress (NAC) in Kontakt, als die Kolonialregierung ihren Plan bekannt gab, Njassaland in die Föderation von Rhodesien und Njassaland einzugliedern. Der NAC sah darin einen Verrat an vorausgegangenen Erklärungen der Regierung, die Interessen der Afrikaner an die erste Stelle zu setzen. Chibambo organisierte Freundinnen und Bekannte in Zomba, hauptsächlich Ehefrauen von Staatsbediensteten. Neben allgemeinpolitischen Themen beschäftigten sie sich auch mit frauenspezifischen Themen wie Benachteiligungen im Wirtschaftsleben oder nicht adäquaten Verhältnissen in der gynäkologischen Versorgung.
Sie beklagte die schlechten Perspektiven für nachwachsende Generationen, die oft nur die Möglichkeit hätten, sich bei der Witwatersrand Native Labour Association volkstümlich Wenela, zu verdingen, einer südafrikanischen Arbeitsagentur, die migrantische Arbeiter beispielsweise in die südafrikanischen Minen vermittelte. Sie wies auch darauf hin, dass das alte malawische Prinzip des Thangata, das in Chichewa etwa gegenseitige Unterstützung bedeutet, unter den kolonialen Verhältnissen immer mehr zum Vorteil der Europäer umgedeutet worden sei.
1953 wurde Edwin Chibambo wegen seinen politischen Aktivitäten nach Blantyre, in den Süden Malawis, versetzt. Rose Chibambo wurde Mitglied der NAC-Ortsgruppe und zur Schatzmeisterin gewählt. Sie war damit die erste Frau in einer leitenden Position des NAC. Sie gründete gemeinsam mit Vera Chirwa die Nyasaland African Women's League, die mit dem NAC verbunden war.
Sie beklagte die vorsichtige Haltung einiger NAC-Führer und gehörte Ende 1955 zu denen, die den Austritt der NAC-Mitglieder aus dem Bundesparlament in Salisbury forderten.
1956 organisierte Rose Chibambo Proteste, als der NAC-Präsident James Frederick Sangala und sein Sekretär Thamar Dillon Thomas Banda wegen Volksverhetzung verhaftet wurden. Ihre Gruppe wurde verhaftet und zu einer Geldstrafe verurteilt.
1999 beschrieb sie die große Bedeutung traditioneller Lieder, die bei den politischen Aktionen zum Einsatz kamen.

### Kampf um die Unabhängigkeit
1958 wurde Hastings Banda zum Präsidenten des Kongresses gewählt und begann, das Land zu bereisen und sich für die Unabhängigkeit einzusetzen. 1958 gründete Chibambo die Liga der malawischen Frauen. Die Gruppe nutzte die Gewinne aus einem Monopol auf den Verkauf von Hirsebier zur Finanzierung ihrer Aktivitäten. Angesichts der wachsenden Spannungen zwischen dem NAC und den Kolonialbehörden wurde auf einer Kongresssitzung im Januar 1959 vereinbart, dass im Falle einer Verhaftung oder Deportation Bandas ein Generalstreik ausgerufen werden sollte. Rose Chibambo sollte Mitglied eines vierköpfigen Exekutivkomitees werden, das in Bandas Abwesenheit die Geschäfte des Kongresses führen sollte.
Am 3. März 1959 rief der Gouverneur Robert Perceval Armitage den Ausnahmezustand aus. Innerhalb der nächsten 24 Stunden wurde fast die komplette Führung des NAC um Hastings Banda verhaftet. Da Rose Chibambo zu diesem Zeitpunkt mit ihrem fünften Kind schwanger war, durfte sie auf freiem Fuß bleiben. Sie organisierte die malawischen Frauen in ihrem politischen Kampf gegen die Briten. Zwei Tage nach der Geburt ihrer Tochter wurde sie verhaftet und wurde gemeinsam mit dem Säugling ins Gefängnis von Zomba gebracht. Die Briten erkannten bald, dass die Unabhängigkeit Nyassalands unvermeidlich war, und ließen Hastings Banda im März 1960 frei. Banda ließ sich von der Malawi Congress Party (MCP), der Nachfolgeorganisation der NAC, zum Präsidenten auf Lebenszeit ernennen. Die MCP gewann die Wahlen zum Legislativrat 1961 mit überwältigender Mehrheit.
Am 1. Februar 1963 erlangte Njassaland die Selbstverwaltung, und Banda wurde Premierminister. Rose Chibambo gewann bei den Parlamentswahlen in Njassaland 1964 den Sitz in Mzimba Nord und wurde zur Parlamentarischen Staatssekretärin für Gemeinde- und Sozialentwicklung, damit war sie die erste Frau, die in Malawi ein Ministeramt übernahm. Noch im gleichen Jahr erreichte Malawi seine Unabhängigkeit.

### Konflikt mit Hastings Banda, Exil und spätere Karriere
Am 7. September 1964 kam es zu einer Kabinettskrise, in der Chibambo sich mit anderen gegen Hastings Banda stellte. Anlass waren Bandas Entscheidungen, für Gesundheitsleistungen Gebühren zu erheben und die Afrikanisierung des öffentlichen Dienstes nur langsam voranzutreiben. Dies ging mit der allgemeinen Einschätzung einher, dass Banda Führungsstil zunehmend autokratisch werde. Chibambo wurde am nächsten Tag aus ihrem Amt entlassen. Banda erklärte, die Führer der Rebellion seien Staatsverräter und eine Bedrohung für die nationale Sicherheit. Die Gruppe um Chibambo wurde aus der Partei ausgeschlossen, wodurch Banda die volle Kontrolle über die MCP erlangte. Wegen ständiger Schikanen und Bedrohungen flohen Chihambo und ihr Mann 1965 nach Sambia.
1994 kehrte sie nach Malawi zurück und wurde Geschäftsfrau in Mzuzu. Sie engagierte sich gesellschaftlich und im kirchlichen Rahmen, So war sie Mitglied der Church Action Relief Development, die Waisen von HIV/AIDS-Opfern unterstützt, des Christian Service Committee, des Malawi Council of Churches und der Interdenominational Support Group for Prisoners.
Rose Chibambo starb 2016 in Blantyre im Alter von 86 Jahren.

## Würdigungen
2009 kam es zu einem Treffen zwischen ihr und Präsident Bingu wa Mutharika, dieser weihte eine nach ihr benannte Straße in Mzuzu ein.
Seit dem 1. Januar 2012 ziert ihr Porträt den 200-Kwacha-Geldschein Malawis.